# Hovenia acerba
Espèce
Synonymes
- Hovenia acerba var. acerba[1]
- Hovenia dulcis var. acerba (Lindl.) Sengupta & Safui[1]
- Hovenia inaequalis DC.[1]
- Hovenia parviflora Nakai & Y. Kimura[1]
- Ziziphus esquirolii H. Lév.[1]

Statut de conservation UICN

 LC  : Préoccupation mineure
Hovenia acerba est une espèce de plantes à fleurs de la famille des Rhamnaceae. C'est un arbre.

## Liste des variétés
Selon BioLib (15 mai 2021) :
- Hovenia acerba var. acerba
- Hovenia acerba var. kiukiangensis (Hu & Cheng) C. Y. Wu ex Y. L. Chen & P. K. Chou